# Hans-Joachim Niemann

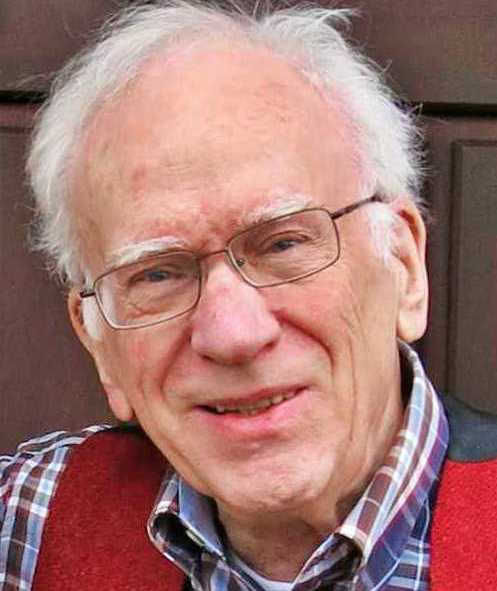
Hans-Joachim Niemann, 2020, 79 Jahre alt

Hans-Joachim Niemann (* 26. April 1941 in Kiel) ist ein deutscher Philosoph und promovierter Chemiker, der insbesondere als Übersetzer und Herausgeber von Werken Karl Poppers bekannt geworden ist, darunter viele Erst-Herausgaben und Erst-Übersetzungen. Als wissenschaftlicher Schriftsteller veröffentlichte er zunächst naturwissenschaftliche Arbeiten, danach viele Aufsätze und mehrere Bücher zur Philosophie Karl Poppers und zum Kritischen Rationalismus, darunter ein 400-seitiges Lexikon des Kritischen Rationalismus. Seine Popperstudien etablierten Karl Popper als bedeutenden Ethiker und als wichtigen Biophilosophen.

## Leben
Niemann studierte von 1962 bis 1964 an den Universitäten Kiel, München und Marburg Philosophie und Physik. 1965 begann er an der Universität Tübingen das Studium der Chemie, das er, spezialisiert auf Physikalische Chemie, 1970 als Diplom-Chemiker und 1972 mit dem Dr. rer. nat. abschloss. Danach forschte und publizierte er über lichtinduzierte chemische Reaktionen. Auf Grund der dabei erworbenen Kenntnisse wurde er bei der Kraftwerk Union, einem gemeinsamen Tochterunternehmen von Siemens und AEG, Referatsleiter für die Uran-Anreicherung mit Hilfe von Laserlicht (Uran-Laserisotopentrennung). Als Erfinder und Miterfinder wurden ihm zirka dreißig inländische und ausländische Patente erteilt.
1984 wechselte Niemann von Technik und Naturwissenschaft zur Philosophie. Seit 1991, inzwischen im sechsten Lebensjahrzehnt, veröffentlichte er fünf Bücher und mehr als hundert Aufsätze über Kritischen Rationalismus und übersetzte Bücher und Schriften Karl Poppers ins Deutsche.
Vorangegangen war dem ein Studium (1984–1990, teils privat, teils an der Universität Erlangen), der Analytischen Philosophie und des Kritischen Rationalismus. Danach wurde Niemann Lehrbeauftragter an der Universität Bamberg (1993–1999), wo er den Wiener Kreis, Kritischen Rationalismus (Karl Popper, Hans Albert) und Poppers Kritiker (Thomas Kuhn, Paul Feyerabend, Imre Lakatos) unterrichtete, sowie die Ethik von Bertrand Russell, John Leslie Mackie und Hans Jonas. Während des Sommersemesters 1994 hielt er eine Gastvorlesung über Rationales Entscheiden an der Universität Passau.
Bei einem Besuch in Kenley/UK lernte Niemann im Februar 1994 Karl Popper persönlich kennen, ein halbes Jahr vor dessen Tod. Sein Briefwechsel mit ihm (1991–1994) ist im Karl-Popper-Archiv dokumentiert und im ResearchGate zugänglich. Popper beurteilte seine Arbeiten freundlich. Über sein Buchmanuskript Vernunft als Wille zur Problemlösung (1992) schrieb Popper: „Es scheint mir ausgezeichnet zu sein; und ich möchte Ihnen von Herzen dazu gratulieren… fundamental scheint mir alles, was Sie zu sagen haben, ausgezeichnet zu sein – den Nagel auf den Kopf zu treffen – und nicht zufällig! (Auch ist alles sehr originell.)“ Popper lobte auch Niemanns einfache und unprätentiöse Schreibweise.
Der Popperbiograph Friedel Weinert zählt Niemann neben David Miller, Jeremy Shearmur und Hans Albert zu den wenigen, die den Kritischen Rationalismus derzeit noch weiterführen. Reinhard Neck nennt Niemann einen „der aktivsten Schriftsteller und Forscher im Bereich des Kritischen Rationalismus“. In der Zeitschrift Information Philosophie wird Niemann als „einer der besten Kenner des Werkes von Hans Albert“ bezeichnet.
Niemann ist Mitbegründer der Gesellschaft für kritische Philosophie Nürnberg und Mitherausgeber der philosophischen Zeitschrift Aufklärung und Kritik. Er lebt in Poxdorf bei Erlangen.

### Interviews
- Erlanger Tagblatt, Samstag, 23. 8. 2008, Erlanger Teil, Seite 5, (Univ.-Bibliothek Erlangen: H05/Film.Z 120).
- Giuseppe Franco, Erkenntnis, Ethik und Alltagsdenken. Ein Gespräch mit Hans-Joachim Niemann über den Kritischen Rationalismus, Teil 1: Aufklärung und Kritik 1 (2009), S. 152–170. Teil 2: Aufklärung und Kritik 2 (2009), S. 107–123. Beide Teile in: G. Franco (Hrsg.), Dem Anderen Recht geben, Klagenfurt/Wien: kitab 2010, S. 110–165.

## Forschung

### Popper-Forschung

#### Popper als bedeutender Ethiker
Karl Popper hat kein Buch über Ethik geschrieben. Niemann wies anhand von Archivmaterial und vielen in Poppers Schriften verstreuten Aufsätzen nach, dass dieser, entgegen seinem Ruf, ein bedeutender ethischer Theoretiker war, der drei große ethische Konzepte vertrat: (1) den Negativen Utilitarismus, d. h. konkretes Leid vermeiden statt nach undefinierbarem Glück zu streben. (2) Die epistemologische Ethik, d. h. zuerst die mit jedem ethischen Problem verbundenen Sachprobleme lösen, um Diskussionen um Werte möglichst zu vermeiden. Und (3) die problemorientierte Ethik, d. h. Werte, moralische Gesetze und Handlungsprinzipien als objektive Problemlösungsversuche behandeln.
Niemann hat auch Poppers Moralphilosophie aus vielen verstreuten Beiträgen zusammengefasst und kommentiert. Er zählt Popper zu den großen Moralphilosophen.

#### Popper als wichtiger Biophilosoph
In den Jahren 2012 bis 2022 arbeitete Niemann eine andere wenig bekannte Seite Poppers heraus: Karl Popper als ein bedeutender Biophilosoph. Er belegt das in seinem Buch Karl Popper and the Two New Secrets of Life (Niemann (2014)) und in vielen Abhandlungen, in denen er auf Poppers biologische Arbeiten hinweist und sie kommentiert. In diesen Studien stützt sich Niemann nicht nur auf Poppers bis dahin bekanntes Werk, sondern auch auf sieben, von ihm übersetzte und herausgegebene deutsche Erstveröffentlichungen sowie auf neues Archivmaterial, aus dem er vier, die Biologie betreffende englische Erstveröffentlichungen herausgab.

#### Erstherausgabe von Poppers Medawar Lecture
Niemanns Arbeiten fanden Resonanz, auch unter Biologen, besonders das oben genannte, 2014 erschienene Buch, in dem Poppers lange verschlossen gehaltene „Erste Medawar Lecture 1986“ abdruckt ist, die er unter dem Titel A New Interpretation of Darwinism in Anwesenheit mehrerer Nobelpreisträger vor der Royal Society London gehalten hatte. Sie hatte damals großes Aufsehen erregt, auch deshalb, weil einer der Nobelpreisträger, Max Perutz, nach der Vorlesung in einen Streit mit Popper darüber geriet, ob biochemische und biologische Vorgänge rein chemisch-physikalisch erklärt werden können oder nicht.
Da Poppers Vorlesung damals nicht veröffentlicht wurde und bis 2029 als „closed material“ im Popper-Archiv verschlossen bleiben sollte, wurde sie weitgehend vergessen. Niemann konnte 2012 bei Poppers ehemaliger Assistentin und Erbin seiner Copyrights, Melitta Mew, erreichen, dass er sie vorzeitig veröffentlichen durfte. 2013 erschien zuerst die deutsche Übersetzung; 2014 die englische Originalversion. Ein Bericht über den langen Weg von Poppers Medawar Lecture 1986 bis zu ihrer Veröffentlichung findet sich in Niemann (2014), S. 58–62.

#### Popper als Erneuerer der Modernen Synthese
Unabhängig von Popper hatten einige Evolutionsbiologen begonnen, den Neodarwinismus zu korrigieren und neu zu formulieren, doch sind Poppers Vorschläge Jahrzehnte älter. Die Wirkung, die die Medawar Lecture nach ihrer Wiederentdeckung 2014 hervorrief, beschreibt Denis Noble, ein Pionier der Systembiologie: Er stimmt Popper zu, dass der Darwinismus unvollständig sei, solange man die Präferenzen der Lebewesen nicht mit einbeziehe. Weder Biologie noch Biochemie könne man rein physikalisch-chemisch verstehen, wenn nicht die Ziele der Organismen und Organe zur Erklärung herangezogen würden. „Popper trug eine radikal neue, die Moderne Synthese im Wesentlichen zurückweisende Interpretation des Darwinismus vor, der zufolge die Ursache der Kreativität der Evolution die Organismen selbst sind und nicht zufällige Mutationen der DNA. Er erklärte, dass der Darwinismus gar nicht so falsch, jedoch in bedenklicher Weise unvollständig sei. Er legte auch dar, dass die Biochemie (und daher a fortiori die Physiologie) nicht auf Physik und Chemie reduziert werden können. In dieser Weise sind viele Argumente jener letzten Sonderausgabe des Journal of Physiology schon vor knapp dreißig Jahren vorgebracht worden.“
Noble stimmt mit Niemanns Auffassung überein, dass Popper einen dritten Weg der Evolutionstheorie gefunden habe und zitiert ihn im Motto seines Artikels: „Die Geschichte, wie der Mensch und alle Lebewesen entstanden sind, wird in zwei Versionen erzählt, die weithin geglaubt werden: das Buch Genesis und Darwins Entstehung der Arten. Es war der Philosoph Karl Popper, der uns eine dritte Geschichte präsentierte, die nicht weniger wichtig ist.“

#### Plädoyer für Poppers Welt 3
In mehreren Aufsätzen plädiert Niemann dafür, Poppers Welt-3-Philosophie ernstzunehmen, die von vielen Philosophen, auch von kritischen Rationalisten, als Metaphysik oder Altersphilosophie abgewertet worden war. Anhand vieler verstreuter Welt-3-Arbeiten Poppers sowie unveröffentlichtem Archivmaterial und der beiden Monographien über Welt 3 (beide in Popper (2012)) stellt er „Die Chronologie eines lebenslangen Interesses“' zusammen und zeigt, dass Popper seit seinem 18. Lebensjahr auf diese Welt-3-Theorie zugearbeitet hat. In Niemann (2019) werden die Bedeutung dieser Theorie und ihr Zukunftspotenzial herausgearbeitet.

#### Wissenstheorie: Poppers neue philosophische Disziplin
In Poppers Londoner Vortrag „Auf dem Weg zu einer evolutionären Theorie des Wissens“ (1989)) ist zum ersten Mal von einer „theory of knowledge“ die Rede, mit der eine Wissenstheorie gemeint ist, die etwas ganz anderes ist als Epistemologie oder Erkenntnistheorie. Diese Theorie hatte Popper vor allem in seinen Welt-3-Arbeiten ausgearbeitet. Niemann zeigt, dass Popper mit dieser Wissenstheorie eine neue philosophische Disziplin begründet hat. Sie handelt nicht von Erkenntnisprozessen oder Erkenntnismethoden, die zu möglichst wahrem Wissen führen sollen, sondern von (1) objektivem Wissen, das in Mythen, Traditionen und Büchern objektiviert vorliegt und im Laufe der Evolution für den Menschen, für sein Ich-Bewusstsein und für die Entwicklung seiner Persönlichkeit immer wichtiger geworden ist. Und es geht (2) um die Frage, ob Pflanzen und biologische Zellen Wissen im nicht-subjektiven Sinn haben, das digital in der DNA und analog in der Zelle gespeichert ist. Vor allem aber geht es in der Wissenstheorie darum, ob (3) sprachliches Welt-3-Wissen, das in Büchern und anderen Medien aufbewahrt ist, eine eigene Realität besitzt und eigenen Gesetzen gehorcht, und ob es auf den Menschen und auf neue Gedanken, die ihm „kommen“, wirken könne und so seine Selbstüberschreitung ermögliche.

### Forschung über Kritischen Rationalismus

#### Kritisch-rationale Problemlösungsethik
Seit 1993 entwickelte Niemann aus Poppers epistemologischem Problemlösungsschema von 1937 ein allgemeines Problemlösungsschema, das überall im Leben, vor allem aber auch in Ethik und Moral, objektive Urteile möglich macht. Niemann hält, anders als Popper, eine objektiv entscheidbare und sogar wissenschaftliche Ethik für möglich, die auf dem Gebiet der moralischen Werte, Normen und Maximen, wie andere Wissenschaften, zu nachprüfbaren und deshalb allgemein anerkannten Ergebnissen führen kann.

#### Induktionsprinzip und Naturkonstanz
Auf dem Gebiet der kritisch-rationalen Erkenntnistheorie trug Niemann zur Lösung des so genannten Induktionsproblems bei. Er vertritt, dass Popper mit seinem Diktum „Es gibt kein sicheres Wissen“ zwar Recht hat, wir aber dennoch sicher sein dürfen, dass kein Stein von unten nach oben fällt. Niemann: Nur die theoretische Wissenschaft sucht nach Wahrheit und hat ein Induktionsproblem; die Technik sucht nach Sicherheit und hat ein Problem der Naturkonstanz, weil oft, aber nicht immer, unter gleichen Umständen das Gleiche geschieht.

#### Korrespondenzprinzip und Wahrheit
Niemann analysierte Poppers und Alfred Tarskis Wahrheitsbegriff und beider Korrespondenztheorie der Wahrheit. Wahrheit als die sprachliche Übereinstimmung mit physischen Tatsachen ist zwar feststellbar, aber die eigentliche Korrespondenz (Entsprechung) zwischen der sprachlichen und der physischen Welt ist unerklärbar. „Das Ziel der Wissenschaft“ – Titel des 5. Kapitels in Poppers Objektive Erkenntnis (Popper (2022)) – kann daher nicht wie bei Popper die absolute Wahrheit sein, sondern nur, wie bei Hans Albert, die zutreffendere von mehreren alternativen Theorien.

#### Theorie der realen Möglichkeitsräume
In Poppers Propensitätentheorie von 1988 in dem Buch A World of Propensities (Thoemmes 1990) und in Archivnotizen wurden Möglichkeitsräume nur angedeutet und nicht mehr ausgearbeitet. Diese Bruchstücke und Poppers Interpretation der biologischen Evolution als fortwährende Neubesetzung neuentdeckter Möglichkeitsräume dienten Niemann als Ausgangsbasis für eine Theorie der realen Möglichkeitsräume.

## Veröffentlichungen

### Bücher
- Die Strategie der Vernunft. Rationalität in Erkenntnis, Moral und Metaphysik, Niemann (1993).
- Lexikon des Kritischen Rationalismus, Niemann (2004).
- Die Strategie der Vernunft. Problemlösende Vernunft, rationale Metaphysik und Kritisch-Rationale Ethik, Niemann (2008).
- Die Nutzenmaximierer. Der aufhaltsame Aufstieg des Vorteilsdenkens. Mohr Siebeck, Tübingen 2011. ISBN 978-3-16-150856-1.
- Karl Popper and the Two New Secrets of Life, Niemann (2014).
- Fallende Groschen soll man nicht aufhalten, Amazon Kindle Publ. (Hardcover und E-Book) 2016. ISBN 978-1-5239-8418-3.

### Popper-Bücher: Deutsche Erst-Herausgaben und Neu-Übersetzungen
- Die Quantentheorie und das Schisma der Physik, Popper (2001).
- Realismus und das Ziel der Wissenschaft, Popper (2002).
- Wissen und das Leib-Seele-Problem, Popper (2012).
- A World of Propensities, Bristol, Thoemmes 1990. Die beiden Kapitel wurden neu ins Deutsche übersetzt von H.-J. Niemann und in Popper (2015), Erkenntnis und Evolution, abgedruckt: Eine Welt der Propensitäten. Zwei neue Ansichten über Kausalität (1988) als Kapitel 8; Auf dem Weg zu einer evolutionären Theorie des Wissens (1989) als Kapitel 16.
- The Myth of the Framework, London, Routledge 1994. Die Aufsätze dieses Bandes wurden auf die Bände Popper (2015), Erkenntnis und Evolution, und Popper (2016), Freiheit und intellektuelle Verantwortung verteilt.
- Objektive Erkenntnis. Ein evolutionärer Entwurf, Popper (2022). Neu übersetzt und hrsg. von H.-J. Niemann, mit sieben, erstmals in Deutsch erschienenen Anhängen.

### Popper-Aufsätze: deutsche Erst-Herausgaben
- Philosophie und Physik (1958), Popper (2015), Kap. 9.
- Epistemologie und Industrialisierung (1959), Popper (2016), Kap. 4.
- Modelle, Instrumente und Wahrheit (1963), Popper (2015), Kap. 3.
- Wissenschaft: Probleme, Ziele und Verantwortlichkeit (1963), Popper (2015) Kap. 4.
- Der Mythos des Rahmens (1965), Popper (2015) Kap. 5.
- Eine pluralistische Annäherung an die Geschichtsphilosophie (1967), Popper (2015), Kap. 6.
- Die moralische Verantwortung des Wissenschaftlers (1968), Popper (2016), Kap. 7.
- Die „Fünfte Diskussion“ aus Poppers Kenan-Vorlesung 1969, in Popper (2015), Anhang zu Abschnitt 5.
- Vernunft oder Revolution (1970), Popper (2015), Kap. 2.
- Die Rationalität wissenschaftlicher Revolutionen: Selektion versus Instruktion (1973), Popper (2015), Kap. 12.
- Der Tod von Theorien und von Ideologien (The Death of Theories and of Ideologies, Vortrag, gehalten im April 1976 in Sparta), Aufklärung und Kritik 2 (2023), S. 7–19.
- Die Natürliche Selektion und die Emergenz des Geistes. Darwin Lecture 1977, Aufklärung und Kritik 4 (2019), S. 7–25; auch in: Popper (2022), Anhang 3.
- Die Drei Welten. Die Tanner Lecture 1978, in: Popper (2022), Anhang 4.
- Ergänzende Bemerkungen [zu Objective Knowledge, Routledge, Ausgabe 1979], Popper (2022), Anhang 2.
- Der Platz des Geistes in der Natur (1981), Popper (2022), Anhang 5.
- Evolutionäre Erkenntnistheorie (1983), Popper (2022), Anhang 6.
- Eine Neuinterpretation des Darwinismus. Die erste Medawar Lecture 1986, Popper (2022), Anhang 8.
- Eine Weiterentwicklung des Darwinismus (Wien, Billrothsaal, 1986), in: Popper (2022), Anhang 7.
- Kritische Haltung statt Mystik der Menschenführung, Aufklärung und Kritik, 1 (2017), S. 7–17.
- Gedanken über den Kollaps des Kommunismus (1992), Popper (2016), Kap. 21.
- Die Beziehung zwischen Bewusstsein und Gehirn: Diskussion einer interaktionistischen Hypothese, zusammen mit B. I. B. Lindahl und P. Århem, Aufklärung und Kritik 4 (2010) 9–21.
- Das Geist-Gehirn-Problem – eine versuchsweise Lösung, Aufklärung und Kritik 4 (2012), S. 7–12.

### Popper-Schriften: englische Erst-Herausgaben
- Karl Popper, A New Interpretation of Darwinism. The First Medawar Lecture (1986), in: Niemann (2014), Appendix A.
- Karl Popper, Lamarckism and DNA (1973), Niemann (2014), Appendix B.
- Karl Popper, A World without Natural Selection but with Problem Solving, Niemann (2014), Appendix C.
- Karl Popper, Letter to a Friend (1989), biologische Fragen betreffend, Niemann (2014), Appendix D.

### Aufsätze, Vorträge, Buchkapitel (1992–2023)
Niemann schrieb über hundert Zeitschriftenartikel und Buchbeiträge über Karl Popper, Hans Albert, Kritischen Rationalismus, Wissenschaftstheorie, Philosophie, Biophilosophie und Ethik. Dokumentiert im ORCID-Verzeichnis „Niemann“ und mit zirka 140 downloadbaren PDFs auch im ResearchGate.

### Naturwissenschaftliche Publikationen und Patente (1970–1985)
Die von Niemann veröffentlichten naturwissenschaftlichen Arbeiten sind dokumentiert im:
- ResearchGate und im
- ORCID-Verzeichnis

Zeitschriftenartikel jeweils in den Abschnitten 1970–1974; Patentschriften (als Erfinder und Miterfinder) in den Abschnitten 1974–1985.

### Wikibooks (von jedermann erweiterbar)
- Studienführer Hans Albert
- Sei doch vernünftig! – Ein Crash-Kurs
- Studienführer Norbert Hoerster